# NGC 4974
NGC 4974 este o emission-line galaxy⁠(d) situată în constelația Ursa Mare. A fost descoperită în 14 aprilie 1789 de către William Herschel. Se află la o distanță de 123 de megaparseci de Pământ.